# Bendeniz
Bendeniz (de son vrai nom Deniz Çelik) est une chanteuse turque née le 25 juillet 1973.

## Discographie
- Bendeniz, 1993
- Bendeniz II, 1995
- Bendeniz III, 1996
- Bendeniz'den, 1998
- Kurtulamıyorum, 1999
- Bendeniz Şarkıları, 2000
- Zaman, 2001
- Demedim mi, 2003
- Aşk Yok Mu Aşk, 2005
- Değiştim, 2007
- Olsun, 2009